# Бджільнянська сільська рада
| Бджільнянська сільська рада — сільська рада у складі Теплицького району Вінницької області. Адміністративний центр — село Бджільна. Сільській раді були підпорядковані населені пункти: - с. Бджільна - с. Червона Долина |

## Склад ради
Рада складалася з 16 депутатів та голови.

## Керівний склад сільської ради
| ПІБ                        | Основні відомості                                                 | Дата обрання | Дата звільнення |
| -------------------------- | ----------------------------------------------------------------- | ------------ | --------------- |
| Мельник Анатолій Антонович | Сільський голова, 1958 року народження, освіта, безпартійний      | 26.03.2006   | 31.10.2010      |
| Мельник Анатолій Антонович | Сільський голова, 1958 року народження, освіта вища, безпартійний | 31.10.2010   |                 |

Примітка: таблиця складена за даними джерела